# Episodi di Frontiera (seconda stagione)
La seconda stagione della serie televisiva Frontiera, composta da 6 episodi, è stata trasmessa in Canada sul canale Discovery Channel dal 18 ottobre al 22 novembre 2017.
In Italia, la stagione è stata interamente pubblicata il 24 novembre 2017 sul servizio on demand Netflix.
| n° | Titolo originale                                    | Titolo italiano                                  | Prima TV Canada  | Pubblicazione Italia |
| -- | --------------------------------------------------- | ------------------------------------------------ | ---------------- | -------------------- |
| 1  | Dead Reckoning                                      | Dov'è Declan Harp?                               | 18 ottobre 2017  | 24 novembre 2017     |
| 2  | Wanted                                              | Ricercato                                        | 25 ottobre 2017  | 24 novembre 2017     |
| 3  | The Wolf and the Bear                               | Il lupo e l'orso                                 | 1º novembre 2017 | 24 novembre 2017     |
| 4  | Mutiny                                              | Ammutinamento                                    | 8 novembre 2017  | 24 novembre 2017     |
| 5  | Cannonball                                          | Palla di cannone                                 | 15 novembre 2017 | 24 novembre 2017     |
| 6  | Keetom Takooteeoo Maheekun (The Return of the Wolf) | Keetom Takooteeoo Maheekun (Il ritorno del lupo) | 22 novembre 2017 | 24 novembre 2017     |